# Bisdom Dindigul
Het bisdom Dindigul (Latijn: Dioecesis Dindigulensis) is een rooms-katholiek bisdom met als zetel Dindigul, in India. Het bisdom is suffragaan aan het aartsbisdom Madurai. 

## Geschiedenis
Het bisdom werd opgericht op 10 november 2003, uit delen van het aartsbisdom Madurai en het bisdom Tiruchirapalli.

## Parochies
Het bisdom had in 2021 een oppervlakte van 6.267 km2 en telde 2.182.178 inwoners waarvan 6,9% rooms-katholiek was.

## Bisschoppen
- Antony Pappusamy (10 november 2003 - 26 juli 2014)
- Thomas Paulsamy (11 april 2016 - heden)

Madurai (aartsbisdom) · Dindigul · Kottar · Kuzhithurai · Palayamkottai · Sivagangai · Tiruchirapalli · Tuticorin